# Sal Mosca

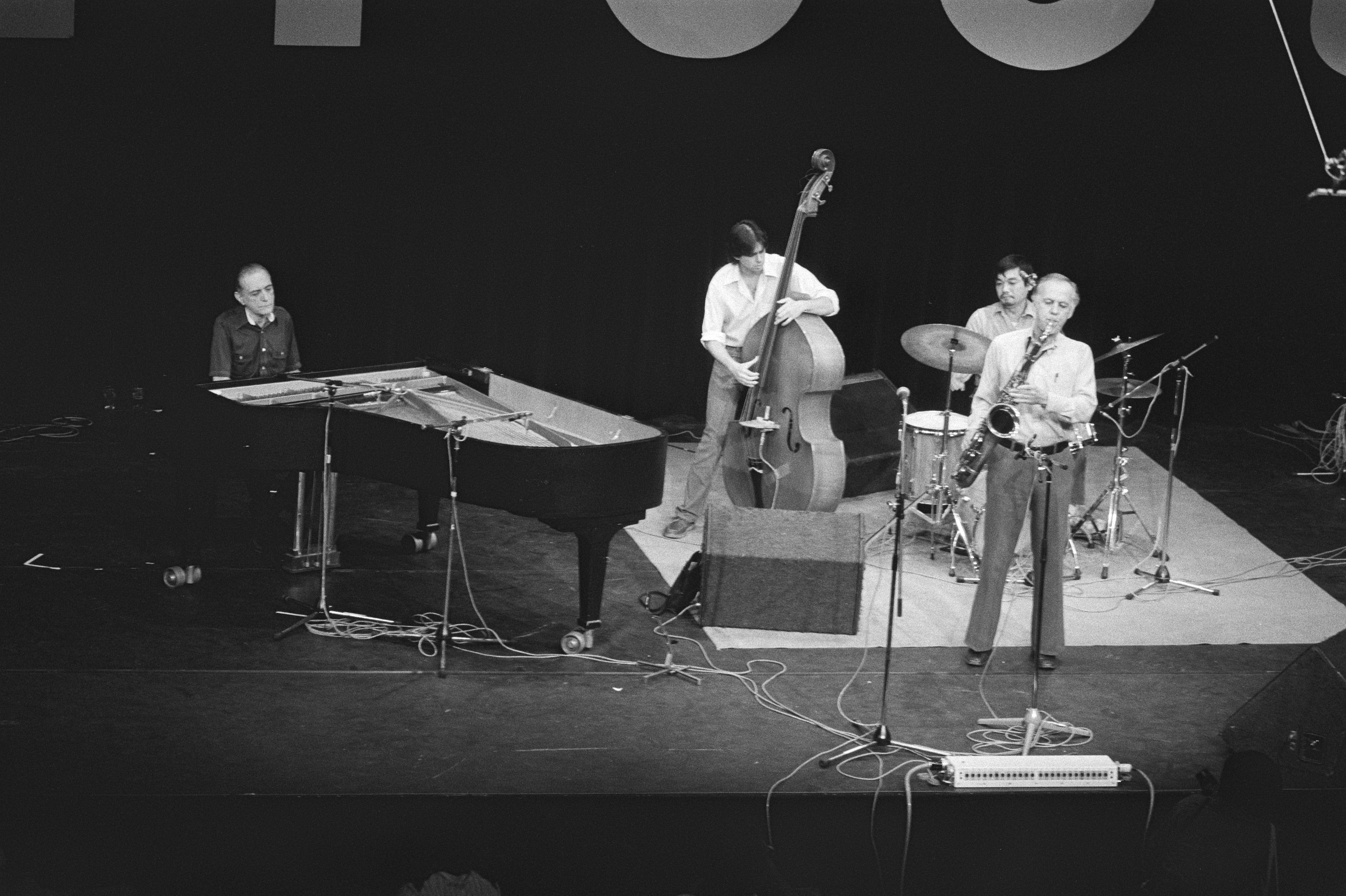
Sal Mosca (piano) in de Meervaart in 1983

Salvator Joseph Mosca (Mount Vernon (New York), 27 april 1927 – White Plains (New York), 28 juli 2007) was een Amerikaanse jazzpianist. Hij was een leerling van Lenny Tristano. Hij speelde cooljazz en post-bop. Hij speelde samen met onder anderen Lee Konitz vanaf 1949 en Warne Marsh. Hij is vooral ook werkzaam gewest als leraar.

## Biografie
Mosca wilde vanaf zijn tiende pianist worden. Hij vertelde altijd van zichzelf dat hij weinig talent had maar veel studeerde. Zijn eerste pianolessen kreeg hij van Wilbur 'Duke' Jessup. Deze stopte met lesgeven omdat hij een 'echte' baan moest nemen wegens geldproblemen. Sal leerde hierdoor dat om onafhankelijk te blijven hij voorzichtig met geld moest kunnen omgaan. Zijn tweede leraar was Hal Scofield. Op vijftienjarige leeftijd had hij zijn eigen leerlingen. In 1944 nam hij deel aan de Tweede Wereldoorlog en speelde in een legerband. In 1946 trouwde hij Stella DiGregorio, met wie hij drie kinderen kreeg en van wie hij in 1965 scheidde.
Na de Tweede Wereldoorlog bezocht hij de New York College of Music, waar hij een klassieke opleiding kreeg van onder anderen Fritz Kurtweil. Hij leerde componeren naar de methode van Schillinger. Na het college nam hij acht jaar les van de blinde pianist Lennie Tristano.
In de jaren 1950 speelde hij samen met Lee Konitz en Warne Marsh. Grote platencontracten, van onder anderen Orrin Keepnews, wees hij af om niet verstrikt te raken in de commercie.
Hij heeft ook samengespeeld met Miles Davis, Max Roach, Billie Holiday, Sarah Vaughan, Stan Getz, Bill Baur en Skip Scott. Zijn solo-optredens waren altijd improvisaties.
Hij had veel leerlingen niet alleen voor piano spelen maar ook voor het leren van improviseren en muziektheorie in het algemeen.

## Discografie (selectie)
- 1951 - Ezz-thetic (met Lee Konitz, Miles Davis, Stan Getz en Bill Bauer)
- 1956 - Lee Konitz Quartet
- 1977 - How Deep, How High
- 1979 - Sal Mosca for You
- 1990 - Sal Mosca a Concert
- 1992 - Trickle Sal Mosca Live in Antwerp
- 2005 - Sal Mosca Trio, Thing-ah-majig (met Messina en Chattin).

## Sal Mosca in Nederland
- 1981 - Holland Festival
- 1982 - NOS Jazz Festival
- 1992 - Bimhuis[1]
- 2007 - Bimhuis[2]

## Citaten
Muziek heb ik nooit gezien als iets waar je geld mee kunt verdienen. Ik voel me de bescheiden beoefenaar van een grote kunst. Dat is altijd genoeg voor me geweest (uitspraak gedaan in een interview in NRC Handelsblad)